# Golfe d'Hammamet

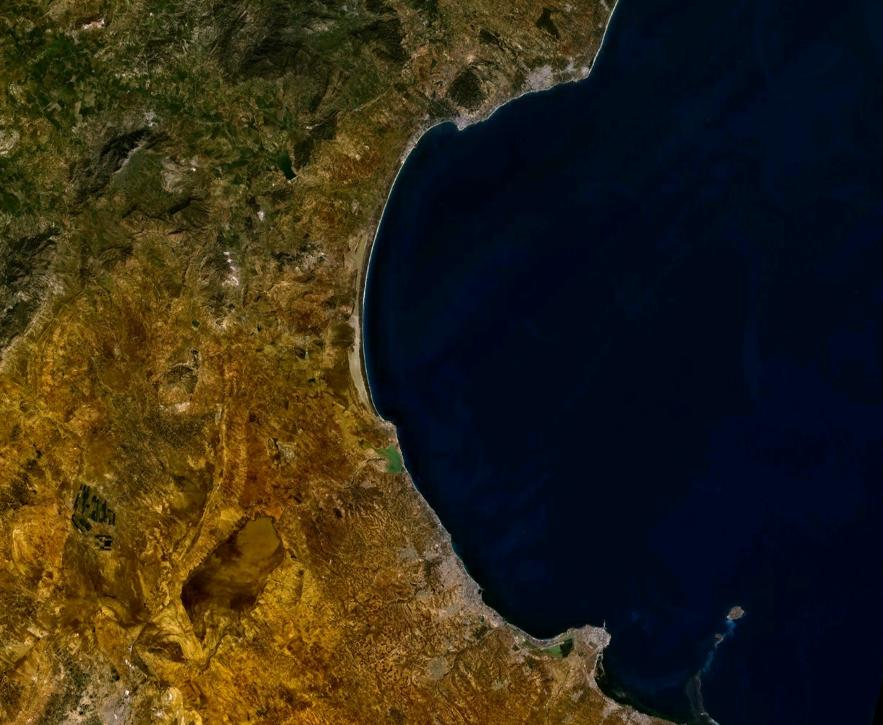
Image satellite du golfe d'Hammamet.

Le golfe d'Hammamet (en arabe : خليج الحمامات) est un large golfe situé au nord-est de la Tunisie et plus précisément au sud de la péninsule du cap Bon. Il fait partie de la mer Méditerranée. Il est délimité au nord par le cap Ras Maamoura, près de la ville de Béni Khiar, et au sud par la ville de Monastir. La ville de Hammamet, au nord, lui donne son nom.
Les principales villes bordant le golfe d'Hammamet sont Nabeul, Hammamet, Hergla, Chott Meriem, Sousse et Monastir qui sont toutes des villes à forte activité touristique. Le littoral du golfe est considéré comme l'une des principales zones touristiques du monde arabe.
Dans les années 2020, la pollution des eaux du golfe et l'érosion des plages sont des sujets de préoccupation des autorités.